# Boxdorf (Neurenberg)
Boxdorf is een plaats (stadsdeel) in de Duitse gemeente Neurenberg, deelstaat Beieren, en telt 2653 inwoners (2005).